# Dobroněga
Dobroněga Volodiměrovna (tiếng Đông Slav: Добронѣга Володимѣровна;  khoảng sau 1012 – 13 tháng 12, 1087); tên thánh Maria, là một nữ hoàng tộc trong lịch sử Nga, Ukraina, Belarus và lịch sử Ba Lan. Bà là công chúa của Đại công quốc Rus và trở thành Vương phi Ba Lan thông qua hôn nhân với Vương công Kazimierz I.

## Cuộc sống

### Gia đình
Dobroněga Volodiměrovna là con gái của Volodiměr I Đại đế, Đại Vương công Rus. Không rõ mẹ của bà là ai.

### Hôn nhân
Dobroněga kết hôn khoảng năm 1040, với Kazimierz, Hoàng tử Ba Lan. Cuộc hôn nhân trở thành điểm tựa vững chắc cho công cuộc đoạt ngai vàng Ba Lan của Kazimierz. Sau hai lần tranh ngôi thất bại trước đó, nhờ sự giúp đỡ của Jaroslav I Volodiměrovič, anh ruột của Dobroněga và là Vua của người Rus, Kazimierz về sau thành công tiếm vị và trở thành Vua của người Ba Lan.

#### Hậu duệ
Bà có 5 người con lần lượt với Kazimierz:
- Bolesław II (1043 – k. Tháng 4 1081/82)
- Władysław I (1044 – k. 4 tháng 6, 1102)
- Mieszko (k. 16 tháng 4, 1045 – 28 tháng 1, 1065)
- Otto (1046 – 1048, chết yểu)
- Świętosława (1048 – k. 1 tháng 9, 1126)

Chồng bà mất vào ngày 28 tháng 11, 1058. Người con trai đầu của bà, Bolesław,  khi đó vừa tròn 16 tuổi, trở thành Vua của Ba Lan. Bolesław II được coi là một trong những người cai trị xuất chúng nhất thuộc vương triều Piast. Tuy nhiên, lại bị phế truất và trục xuất khỏi đất nước không lâu sau đó, vào năm 1079.
Dobroněga mất năm 1087, sau cái chết của Bolesław II 5 năm.